# Tochni
Tochni (turkiska: Taşkent) är en ort i Cypern.   Den ligger i distriktet Eparchía Lárnakas, i den sydöstra delen av landet, 40 km söder om huvudstaden Nicosia. Tochni ligger 116 meter över havet och antalet invånare är 336. Den ligger på ön Cypern.
Terrängen runt Tochni är kuperad åt nordväst, men åt sydost är den platt.  Närmaste större samhälle är Kofínou, 7,9 km nordost om Tochni. Trakten runt Tochni består till största delen av jordbruksmark.